# Munhwa Broadcasting Corporation
Мунхва, телерадіомо́вна корпора́ція або Телерадіомо́вна корпора́ція Культура, скор. «Ем-Бі-Сі» (кор.: хангиль: 문화 방송 주식회사, ханча: 文化 放送, англ. Munhwa Broadcasting Corporation, скор. MBC) — загальнонаціональна південнокорейська телерадіокорпорація. Була заснована 2 грудня 1961 року, коли запрацювало радіо, а 8 серпня 1969 р. станція почала телевізійне мовлення.
Адреса штаб-квартири — Сеул, район Мапхо, квартал Санам-дон, 267.

## Ефір

### Серіали
- «Вона була красивою»
- «Грайливий поцілунок»
- «Гордість і упередження»
- «Дует»
- «Доктор Джин»
- «З чистого аркуша»
- «Імператриця Кі»
- «Квітка в ув'язненні»
- «Книга сім'ї Гу»
- «Король шопінгу Луї»
- «Приречений любити тебе»
- «Трикутник»
- «Вбий мене, зціли мене»
- «Фея важкої атлетики Кім Бок Чжу»
- «Я не робот»
- «W — Два світи»

### Програми
- «Стіл новин MBC»
- «Новини сьогодні MBC»
- «Вечірні новини MBC»
- «Ранкові новини MBC»
- «Новини полудня MBC»
- «100 хвилин дебатів» (1999-дотепер)
- «Шоу! Core Music» (2005-дотепер)
- «Ми одружилися» (2008-дотепер)
- «Я співак» (2011-дотепер)
- «Тато, куди ми йдемо?» (2013—2015 рр.)
- «Реальні чоловіки» (2013-дотепер)

## Канали MBC

### Телебачення
Наземне
- MBC TV

Кабель та супутник
- MBC Plus
  - MBC Every 1
  - MBC Drama (він же MBC Drama Net)
  - MBC Sports+
  - MBC Music
  - MBC Sports+ 2 (замінено QueeN MBC)

### Радіо
- MBC Standard FM (900 кГц, 95,9 МГц FM)
- MBC FM4U (91,9 МГц FM)
- Channel M (CH 12A DAB)